# Obsession (sång)
Obsession är en sång skriven av Alexander Bard och Anders Wollbeck och inspelad och utgiven 1991 av den svenska discogruppen Army of Lovers med dåvarande medlemmarna La Camilla, Jean-Pierre Barda och Alexander Bard. Obsession togs med på deras album Massive Luxury Overdose samma år. Den finns även med på gruppens samlingsskivor 14 Klassiker, Les Greatest Hits, Le Grand Docu-Soap samt Big Battle of Egos. 

## Musikvideo
Musikvideon regisserades av Fredrik Boklund och finns i två versioner; en med La Camilla och en med Michaela Dornonville de la Cour, som ersatte den förstnämnda efter singelsläppet. Dock användes samma inspelning av sången i båda videorna och bara den version med Camilla visades på tv.

## Listframgångar
Obsession släpptes på singelskiva 1991. 
| Titel     | Listposition | Listposition | Listposition | Listposition | Listposition | Listposition | Listposition | Listposition | Listposition |
| Titel     | SVE          | FIN          | UK           | USA Dance    | TYS          | ÖST          | NEDERL       | SCH          | FRA          |
| --------- | ------------ | ------------ | ------------ | ------------ | ------------ | ------------ | ------------ | ------------ | ------------ |
| Obsession | 2            | 6            | 67           | 11           | 7            | 12           | 9            | 5            | 24           |

## BWO:s coverversion
Svenska synthpopgruppen BWO gjorde en cover på låten 2006 och finns med på deras album Halcyon Days och en remix av den finns på gruppens album Halcyon Nights - the Remix Album of Halcyon Days